# 北海道月形高等学校
北海道月形高等学校（ほっかいどうつきがたこうとうがっこう、Hokkaido Tsukigata High School）は、北海道樺戸郡月形町にある公立（道立）の高等学校。

## 沿革
- 1948年12月13日 - 北海道空知農業高等学校（現在の岩見沢農業高）の月形分校として開校
- 1950年4月 - 独立して北海道月形高等学校となる
- 1953年7月 - 運営が北海道に移管される
- 1986年4月 - 全日制課程普通科設置
- 2003年 - 2004年 - ふるさとハイスクール指定学校となる
- 2017年4月12日 道教委は、「北海道立高等学校学則の一部を改正する教育委員会規則」(昭和26年規則8号。別表第1)を教育庁原案通り全会一致で議決。これにより平成29年度の生徒定員(第一学年普通科現行80)は40(一学級分)減員され40となった。[1]

## 出身者
- 栗坪良樹（青山学院女子短期大学名誉教授）
- 山本要（元浦臼町町長）